# Aubach (Achen, Rohrdorf)
Der Aubach ist ein Fließgewässer im bayerischen Landkreis Rosenheim. Er entsteht im bayrischen Voralpenland bei Frasdorf, fließt mäandernd in weitgehend natürlichem Lauf bis nach Achenmühle, unterquert vorher die A8, bevor er von rechts in die Achen mündet. Ein weiterer unweit östlich liegender Zufluss zur Achen in Richtung Frasdorf heißt ebenfalls Aubach.